# Ole Henrik Laub
Pour les articles homonymes, voir Ole et Laub.
Ole Henrik Laub, né le 3 décembre 1937 à Aarhus et mort le 22 octobre 2019 à Assens, est un écrivain, peintre et photographe danois.
Il est notamment l'auteur de courts récits et de livres pour enfants.

## Biographie

### Carrière
Ole Henrik Laub commence sa carrière d'écrivain en 1967 en publiant son premier recueil de nouvelles : Et Svaerd Dyppet i Honning.
Il écrit par la suite plus de cinquante livres, dont des recueils de nouvelles, romans et livres pour enfants, mais aussi des dramatiques radio et des pièces de théâtre. En outre, il joue pour la télévision. Ses histoires mettent en scène des personnages vivant dans de petites villes danoises sur un ton généralement sombre et mélancolique. De nombreuses pièces radiophoniques de Laub ont également rencontré du succès en Allemagne. Parmi ses œuvres les plus importantes pour la radio, "Roskjaer war hier" a été diffusée plus de 20 fois à la radio allemande.[réf. nécessaire].
Ole Henrik Laub s'adonne également à la peinture. Ses tableaux contiennent très souvent des récits. Enfin, il s'adonne à la photographie sous le pseudonyme de Henry Barrach.

### Mort
Il meurt à Assens le 22 octobre 2019, à l'âge de 81 ans.

## Romans et nouvelles
- Et sværd dyppet i honning (1967)
- Røgen langs jorden (1968)
- Søvnen venter (1970)
- Svingdør (1971)
- Huhej vilde dyr (1971)
- Manden der ville være god (1972)
- Hjem klokken fem på hovedet i seng (1973)
- De døde i Vefby (1974)
- Babysitteren (1974)
- Husets venner (1975)
- Kys mig godnat (1975)
- Brand i bordellet (1976)
- Efter lukketid (1976)
- En kold dag i skoven (1977)
- En køn kærlighed (1978)
- Måneskinsgraveren (1978)
- Prip og den farlige by (1980)
- Dukkemanden (1981)
- Slambusz (1981)
- Det forsvundne rumskib (1982)
- Blodige millioner (1983)
- Duel i Rummet (1983)
- Soldaterdrengen (1984)
- Styr dig, Henry (1985)
- Aben i buret rækker hånden frem (1986)
- Penelopes elskere (1986) (sous le pseudonyme de Verna Lee)
- Bag havelågen i Åbyhøj (1987)
- Over alle bjerge (1988)
- Drømmehuset (1989)
- Stilhedens grænser (1991)
- Delfinens spring (1992)
- Grådens rand (1995)
- Fondamenta Nuove (1996)
- Hovedrollen (1997)
- Lilians vej (1999)
- Åbne grave (2000)
- Manden der så skæbnen i øjnene (2000)
- Ulydige hunde (2002)
- Kære mor og far (2003)
- Alle himlens farver (2003)
- Fortællinger fra Hjørring (2004)
- Alle helgens nat (2004)
- Vivian, jeg ønsker at skrive den store danske kvinderoman (2005)
- Fugle flyver hjem (2005)
- Trofæ (2006)
- Guld i skorstenen (2007)
- Pigen, der kom tilbage (2007)
- Fjolsernes konge (2007)
- De bedste ting i livet (2007)
- Vibens skrig (2008)
- Nattens vindue (2009)
- Gudernes død (2010)
- Mørkets bæster (2010)
- En nat kom en vampyr (2010)
- Vindenes alter (2011)
- Skovenes dyb (2011)
- Blodets Lov (2012)
- Tidens Flugt (2013)
- De ensomme har langt hjem (2014)
- Malerens Modeller (2014)
- Den låste Dør (2015)
- Om 100 år er alting glemt (2016)
- Færgen er i havn om få minutter (2016)
- Lang vej til Rom (2017)
- Mirakler er ikke for alle og enhver (2017)
- Jacob Bell Liljehave, Syv historier (2018)
- Kvinde i Sne Mand i Knæ (2019)